# El Observador
|  | Aquest article tracta sobre el diari barceloní. Si cerqueu el diari uruguaià, vegeu «El Observador (Uruguai)». |

El Observador de la actualidad, denominat col·loquialment El Observador, fou un diari que es publicà a Barcelona; el primer número va sortir el 23 d'octubre de 1990 i el darrer l'11 d'octubre de 1993. El seu impulsor fou Lluís Prenafeta i, malgrat que s'escrivia en castellà, el diari adoptà una línia nacionalista propera a CiU. El primer director del rotatiu va ser Alfons Quintà, que el desembre de 1990 va ser substituït per Enric Canals. Des de 1992, va ser dirigit per Vicent Sanchis. Era editat per Promotora Editorial Europea (Prodeunsa). Entre els accionistes impulsors figuraven empresaris de diferents sectors, destacant entre ells el grup immobiliari Forcadell.